# Тамашке, Гюнтер
Гюнтер Тамашке (нем. Günter Tamaschke; 26 февраля 1896, Берлин, Германская империя — 14 октября 1959, Уинген, ФРГ) — штандартенфюрер СС и комендант концлагерей Лихтенбург и Равенсбрюк.

## Биография
Гюнтер Тамашке родился 26 февраля 1896 года в семье продавца. После сдачи досрочного экзамена на аттестат зрелости в 1914 году записался добровольцем в германскую армию. С 1914 года в составе различных подразделений участвовал в Первой мировой войне и в 1916 году в битве на Сомме попал в плен к французам. В 1920 году вернулся в Берлин и принимал участие в Капповском путче. Впоследствии был членом Фрайкора. После трёх семестров обучения в Берлинском коммерческом училище из денежных соображений бросил учёбу и получил банковское образование. В конце 1922 года Тамашке женился и стал партнером в оптовом бизнесе своего тестя. Тамашке активно участвовал в деятельности народной германской партии свободы и был основателем берлинского отделения немецкого союза офицеров. В 1930 году распустил свое предприятие, а в конце 1932 года перестал работать в бизнесе своего тестя. После периода безработицы Тамашке нашел работу в районном управлении в Нойкёльне.
17 мая 1926 года вступил в НСДАП (билет № 36978). 1 августа 1927 года был зачислен в ряды СС (№ 851). В мае 1934 года благодаря Курту Далюге стал шуцхафтлагерфюрером концлагеря Дахау и оставался на этом посту до начала 1935 года. При Теодоре Эйке, инспекторе концентрационных лагерей, Тамашке впоследствии занял должность начальника политического отдела инспекции концентрационных лагерей. Через Эйке, который установил особые доверительные отношения с Тамашке, был назначен комендантом недавно созданного женского концлагеря Лихтенбург с 1 декабря 1937 года. В декабре 1938 года участвовал в строительстве концентрационного лагеря Равенсбрюк и оставался на строительной площадке в Фюрстенберге. После расформирования концлагеря в мае 1939 года Тамашке со своим штабом был переведён в концлагерь Равенсбрюк, где стал комендантом.
В августе 1939 года Тамашке был освобожден от обязанностей коменданта концлагеря Равенсбрюк и исключен из подразделений СС «Мёртвая голова» в начале сентября 1939 года за ненадобностью. Причина крылась в личной жизни Тамашке. Тамашке, который был женат и имел одного ребенка, начал роман с надзирательницей. Поскольку эта история стала достоянием общественности, жена Тамашке пожаловалась в личный штаб Генриха Гиммлера, в том числе на то, что он не платит ей алименты, Тамашке потерял доверие Эйке и был снят с поста. Его брак был расторгнут в 1940 году. В сентябре 1939 года был переведён в земельное управление в Праге. В начале января 1942 года Тамашке был исключен из рядов СС по инициативе Гиммлера, поскольку, как утверждалось, он обогатился как доверенное лицо в частном секторе на ариизации еврейского имущества. В марте 1944 года Гиммлер отозвал приказ об исключении, имевший обратную силу с января 1942 года, поскольку, по его мнению, обвинения против Тамашке оказались несостоятельными. В 1944 году Тамашке поступил на службу в армию и стал офицером в штабе оберабшнита СС Богемии и Моравии в октябре 1944 года.
Тамашке умер 14 октября 1959 года в Уингене.